# Vantaan TAFT 2023
Questa voce raccoglie le informazioni riguardanti i Vantaan TAFT nelle competizioni ufficiali della stagione 2023.

## I-divisioona 2023

### Stagione regolare
| Vantaa 4 giugno 2023, ore 12:00 2ª giornata | Vantaan TAFT | 27 – 16 (7-0 7-0 0-16 13-0) referto | Oulu Northern Lights | Myyrmäen jalkapallostadion |

| Tampere 10 giugno 2023, ore 18:00 3ª giornata | Tampere Saints | 42 – 25 (7-0 14-18 14-7 7-0) referto | Vantaan TAFT | Pyynikin urheilukenttä (283 spett.)\| Arbitro: \| P. Roimela \| |
| Arbitro:                                      | P. Roimela     |                                      |              |                                                                 |

| Pirkkala 17 giugno 2023, ore 16:00 4ª giornata | Pirkkala Spartans | 25 – 20 (6-0 0-7 11-7 8-6) referto | Vantaan TAFT | Pirkkalan keskuskenttä (218 spett.)\| Arbitro: \| Ni. Olsson \| |
| Arbitro:                                       | Ni. Olsson        |                                    |              |                                                                 |

| Kotka 30 giugno 2023, ore 18:30 5ª giornata | Kotka Eagles | 66 – 26 (6-6 40-7 6-6 14-7) referto | Vantaan TAFT | Karhulan keskuskenttä (150 spett.)\| Arbitro: \| N. Olsson \| |
| Arbitro:                                    | N. Olsson    |                                     |              |                                                               |

| Vantaa 14 luglio 2023, ore 18:00 7ª giornata | Vantaan TAFT | 31 – 18 (7-0 14-12 0-0 10-6) referto | Helsinki Wolverines II | Myyrmäen jalkapallostadion |

| Vantaa 21 luglio 2023, ore 18:00 8ª giornata | Vantaan TAFT | 6 – 31 (6-7 0-14 0-7 0-3) referto | Kotka Eagles | Myyrmäen jalkapallostadion |

| Helsinki 31 luglio 2023, ore 17:00 9ª giornata | Helsinki Wolverines II | - – - (annullata) referto | Vantaan TAFT | Velodromo di Helsinki |

### Playoff
| Tampere 12 agosto 2023, ore 16:00 Semifinale | Tampere Saints | 54 – 0 (7-0 20-0 14-0 13-0) referto | Vantaan TAFT | Pyynikin urheilukenttä (253 spett.)\| Arbitro: \| T. Lindroos \| |
| Arbitro:                                     | T. Lindroos    |                                     |              |                                                                  |

## Statistiche di squadra
| Competizione      | %Vittorie | In casa | In casa | In casa | In casa | In casa | In casa | In trasferta | In trasferta | In trasferta | In trasferta | In trasferta | In trasferta | Totale | Totale | Totale | Totale | Totale | Totale |
| Competizione      | %Vittorie | G       | V       | N       | P       | Pf      | Ps      | G            | V            | N            | P            | Pf           | Ps           | G      | V      | N      | P      | Pf     | Ps     |
| ----------------- | --------- | ------- | ------- | ------- | ------- | ------- | ------- | ------------ | ------------ | ------------ | ------------ | ------------ | ------------ | ------ | ------ | ------ | ------ | ------ | ------ |
| Stagione regolare | .333      | 3       | 2       | 0       | 1       | 64      | 65      | 3            | 0            | 0            | 3            | 71           | 133          | 6      | 2      | 0      | 4      | 135    | 198    |
| Playoff           | .000      | 0       | 0       | 0       | 0       | 0       | 0       | 1            | 0            | 0            | 1            | 0            | 54           | 1      | 0      | 0      | 1      | 0      | 54     |
| Totale            | .286      | 3       | 2       | 0       | 1       | 64      | 65      | 4            | 0            | 0            | 4            | 71           | 187          | 7      | 2      | 0      | 5      | 135    | 252    |

## Statistiche personali

### Marcatori
| Giocatore      | Ruolo | TD rush | TD recv | TD int | TD p.ret | TD k.ret | TD oth | Xp1 | Xp2 | FG | Saf | Totale |
| -------------- | ----- | ------- | ------- | ------ | -------- | -------- | ------ | --- | --- | -- | --- | ------ |
| J. Arminen     |       | 0       | 4       | 0      | 0        | 0        | 0      | 0   | 1   | 0  | 0   | 26     |
| A. Kalliokoski |       | 0       | 3       | 1      | 0        | 0        | 0      | 0   | 0   | 0  | 0   | 24     |
| J. Luiro       |       | 0       | 4       | 0      | 0        | 0        | 0      | 0   | 0   | 0  | 0   | 24     |
| L. Minkkinen   |       | 0       | 0       | 0      | 0        | 0        | 0      | 13  | 0   | 2  | 0   | 19     |
| A. Isotalo     |       | 3       | 0       | 0      | 0        | 0        | 0      | 0   | 0   | 0  | 0   | 18     |
| J. Lindholm    |       | 3       | 0       | 0      | 0        | 0        | 0      | 0   | 0   | 0  | 0   | 18     |
| A. Partanen    |       | 1       | 0       | 0      | 0        | 0        | 0      | 0   | 0   | 0  | 0   | 6      |

### Passer rating
| Giocatore   | G   | Att   | Comp | Int | Yds    | TD  | NFL   | NCAA   |
| ----------- | --- | ----- | ---- | --- | ------ | --- | ----- | ------ |
| A. Isotalo  | 4+1 | 44+6  | 23+2 | 5+0 | 445+25 | 2+0 | 56,67 | 122,16 |
| T. Khodir   | 6+1 | 96+14 | 40+2 | 5+2 | 514+25 | 9+0 | 55,08 | 93,61  |
| A. Partanen | 1   | 1     | 0    | 0   | 0      | 0   |       |        |